# Saint-Bauzille-de-Montmel
Saint-Bauzille-de-Montmel (okzitanisch: Sant Bausèli de Montmèu) ist eine französische Gemeinde mit 1212 Einwohnern (Stand 1. Januar 2022) im Département Hérault in der Region Okzitanien. Sie gehört zum Arrondissement Lodève und zum Kanton Saint-Gély-du-Fesc. Die Einwohner werden Saint-Bauzillois genannt.

## Geographie
Die Gemeinde Saint-Bauzille-de-Montmel liegt am Oberlauf der Bénovie an der Grenze zum Département Gard, etwa 18 Kilometer nordnordöstlich von Montpellier. Umgeben wird Saint-Bauzille-de-Montmel von den Nachbargemeinden Vacquières im Norden, Carnas im Nordosten, Galargues im Nordosten und Osten, Buzignargues im Osten, Montaud im Süden, Saint-Mathieu-de-Tréviers im Südwesten und Westen, Sainte-Croix-de-Quintillargues im Westen sowie Fontanès im Westen und Nordwesten. Der höchste Punkt in der Gemeinde wird auf dem 325 m hohen Hügel La Suque erreicht.

## Bevölkerungsentwicklung
| Jahr                       | 1962 | 1968 | 1975 | 1982 | 1990 | 1999 | 2006 | 2013 | 2020 |
| Einwohner                  | 330  | 354  | 370  | 456  | 479  | 734  | 883  | 985  | 1147 |
| Quellen: Cassini und INSEE |      |      |      |      |      |      |      |      |      |

## Sehenswürdigkeiten
- Kirche Saint-Bauzille aus dem Jahre 1870
- protestantische Kirche
- alte Kirche Saint-Germain in der Ortschaft Fournes

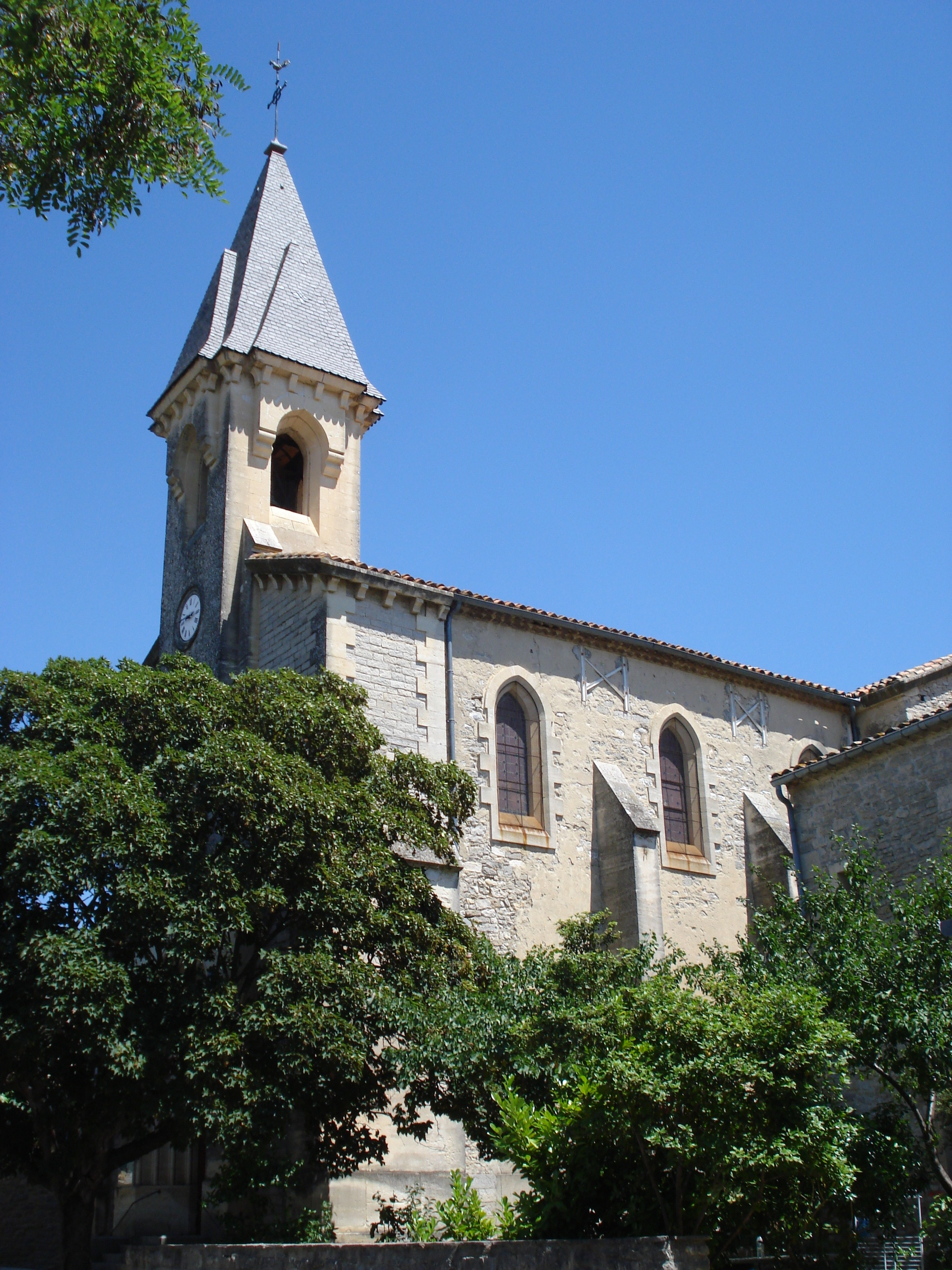
Kirche Saint-Bauzille
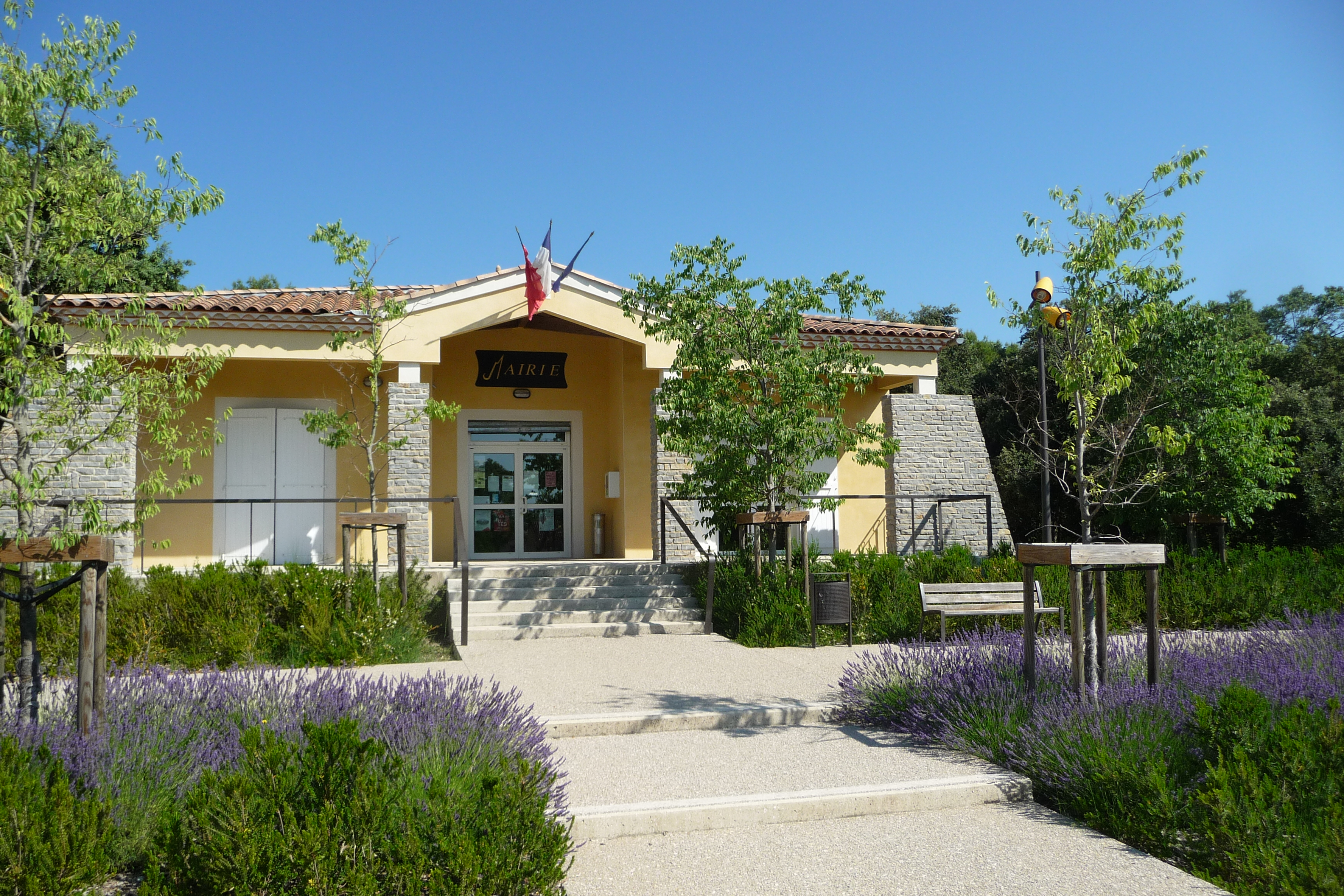
Mairie (Rathaus)